# Piazzali
Piazzali är en kommun i departementet Haute-Corse på ön Korsika i Frankrike. Kommunen ligger i kantonen Orezza-Alesani som tillhör arrondissementet Corte. År 2022 hade Piazzali 19 invånare.

## Befolkningsutveckling
Antalet invånare i kommunen Piazzali
Referens:INSEE